# Women Painters of the World

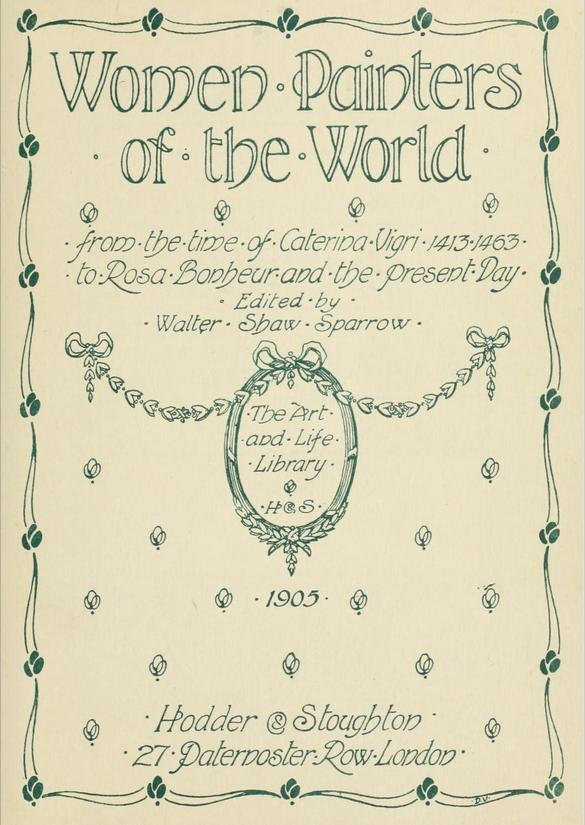

Women Painters of the World, from the time of Caterina Vigri, 1413–1463, to Rosa Bonheur and the present day, framställd av Walter Shaw Sparrow, 
är ett berömt uppslagsverk som listar framträdande kvinnliga målare fram till 1905, det år verket utgavs.
Syftet med uppslagsverket var att motverka den samtida uppfattningen om att "kvinnliga målares verk var medelmåttiga".
Boken innehåller över 300 bilder av över 200 målare, av vilka de flesta föddes under 1800-talet och hade vunnit priser vid internationella konstnärstävlingar vid den tidpunkt verket utgavs. Boken är ett värdefullt referensverk för studenter om kvinnliga konstnärer under det sena 1800-talet.

## De konstnärer som listas i uppslagsverket
- Louise Abbéma
- Madame Abran (Marthe Abran, 1866–1908)
- Georges Achille-Fould
- Helen Allingham
- Anna Alma-Tadema
- Laura Alma-Tadema
- Sophie Gengembre Anderson
- Helen Cordelia Angell
- Sofonisba Anguissola
- Christine Angus
- Berthe Art
- Gerardina Jacoba van de Sande Bakhuyzen
- Antonia de Bañuelos
- Rose Maynard Barton
- Marie Bashkirtseff
- Jeanna Bauck
- Amalie Bauerlë
- Mary Beale
- Lady Diana Beauclerk
- Cecilia Beaux
- Ana Bešlić
- Marie-Guillemine Benoist
- Marie Bilders-van Bosse
- Lily Blatherwick
- Tina Blau
- Nelly Bodenheim
- Kossa Bokchan
- Rosa Bonheur
- Mlle. Bouillier
- Madame Bovi[2]
- Olga Boznanska
- Louise Catherine Breslau
- Elena Brockmann
- Jennie Augusta Brownscombe
- Anne Frances Byrne
- Katharine Cameron
- Margaret Cameron (Mary Margaret Cameron)
- Marie-Gabrielle Capet
- Margaret Sarah Carpenter
- Madeleine Carpentier
- Rosalba Carriera
- Mary Cassatt
- Marie Cazin
- Francine Charderon
- Marian Emma Chase
- Zoé-Laure de Chatillon
- Jeanne-Elisabeth Chaudet
- Lilian Cheviot
- Mlle. Claudie
- Christabel Cockerell
- Marie Amélie Cogniet
- Uranie Alphonsine Colin-Libour
- Jacqueline Comerre-Paton
- Cornelia Conant
- Delphine Arnould de Cool-Fortin
- Diana Coomans
- Maria Cosway
- Amelia Curran
- Louise Danse
- Héléna Arsène Darmesteter
- Maria Davids
- Césarine Davin-Mirvault
- Evelyn De Morgan
- Jane Mary Dealy
- Virginie Demont-Breton
- Marie Destrée-Danse
- Margaret Isabel Dicksee
- Agnese Dolci
- Angèle Dubos
- Victoria Dubourg
- Clémentine-Hélène Dufau
- Mary Elizabeth Duffield-Rosenberg
- Maud Earl
- Marie Ellenrieder
- Alix-Louise Enault
- Alice Maud Fanner
- Catherine Maria Fanshawe
- Jeanne Fichel
- Rosalie Filleul
- Fanny Fleury
- Julia Bracewell Folkard
- Lavinia Fontana
- Elizabeth Adela Forbes
- Eleanor Fortescue-Brickdale
- Consuélo Fould
- Viktoria av Storbritannien (tysk kejsarinna)
- Elizabeth Jane Gardner
- Artemisia Gentileschi
- Diana Scultori Ghisi
- Ketty Gilsoul-Hoppe
- Marie-Éléonore Godefroid
- Eva Gonzalès
- Maude Goodman
- Mary L. Gow
- Kate Greenaway
- Rosina Mantovani Gutti
- Gertrude Demain Hammond
- Emily Hart
- Hortense Haudebourt-Lescot
- Alice Havers
- Ivy Heitland
- Catharina van Hemessen
- Matilda Heming
- Mrs. John Herford
- Emma Herland
- E. Baily Hilda
- Dora Hitz
- A. M. Hobson
- Adrienne van Hogendorp-s' Jacob
- Lady Holroyd
- Amelia Hotham
- M. J. A. Houdon
- Joséphine Houssay
- Barbara Elisabeth van Houten
- Sina Mesdag van Houten
- Julia Beatrice How
- Mary Young Hunter
- Helen Hyde
- Katarina Ivanović
- Infanta María de la Paz av Spainen
- Olga Jančić
- Blanche Jenkins
- Marie Jensen
- Olga Jevrić
- Louisa Jopling
- Ljubinka Jovanović
- Mina Karadžić
- Angelika Kauffmann
- Irena Kazazić
- Lucy E. Kemp-Welch
- Jessie M. King
- Elisa Koch
- Käthe Kollwitz
- Adélaïde Labille-Guiard
- Ethel Larcombe
- Hermine Laucota
- Madame Le Roy
- Louise-Émilie Leleux-Giraud
- Judith Leyster
- Barbara Longhi
- Prinsessan Louise, hertiginna av Argyll
- Marie Seymour Lucas
- Marie Lucas Robiquet
- Vilma Lwoff-Parlaghy
- Ann Macbeth
- Biddie Macdonald
- Jessie Macgregor
- Violet Manners, Duchess of Rutland
- E. Marcotte
- Ana Marinković
- Madeline Marrable
- Edith Martineau
- Caroline de Maupeou
- Constance Mayer
- Anne Mee
- Margaret Meen
- Maria Sibylla Merian
- Anna Lea Merritt
- Georgette Meunier
- Eulalie Morin
- Berthe Morisot
- Mary Moser
- Marie Nicolas
- Beatrice Offor
- Adeline Oppenheim Guimard
- Blanche Paymal-Amouroux
- Marie Petiet
- Nadežda Petrović
- Zora Petrović
- Constance Phillott
- Maria Katharina Prestel
- Henrietta Rae
- Barbara Ragnoni
- Katharine Read
- Marie Magdeleine Real del Sarte
- Flora Macdonald Reid
- Maria G. Silva Reis
- Mrs. J. Robertson
- Suze Robertson
- Ottilie Roederstein
- Juana Romani
- Adèle Romany
- Jeanne Rongier
- Henriëtte Ronner-Knip
- Baroness Lambert de Rothschild
- Sophie Rude
- Rachel Ruysch
- Eugénie Salanson
- Adelaïde Salles-Wagner
- Amy Sawyer
- Helene Schjerfbeck
- Félicie Schneider
- Anna Maria van Schurman
- Thérèse Schwartze
- Doña Stuart Sindici
- Elisabetta Sirani
- Sienese Nun Sister A
- Sienese Nun Sister B
- Minnie Smythe
- Élisabeth Sonrel
- Lavinia, Countess Spencer
- M. E. Edwards Staples
- Louisa Starr
- Marianne Stokes
- Elizabeth Strong
- Mary Ann Rankin (Mrs. J. M. Swan)
- Annie Swynnerton
- E. De Tavernier
- Elizabeth Upton, Baroness Templetown
- Ellen Thesleff
- Elizabeth Thompson
- Maria Tibaldi m. Subleyras
- Frédérique Vallet-Bisson
- Caroline de Valory
- Mlle. de Vanteuil[3]
- Elisabeth Vigée-Lebrun
- Caterina Vigri
- Vukosava Velimirović
- Ana Vidjen
- Draginja Vlasic
- Beta Vukanović
- Louisa Lady Waterford
- Hermine Waternau
- Caroline Watson
- Cecilia Wentworth
- E. Wesmael
- Florence White
- Maria Wiik
- Julie Wolfthorn
- Juliette Wytsman
- Annie Marie Youngman
- Jenny Zillhardt